# КК Зенит Санкт Петербург
КК Зенит Санкт Петербург (рус. БК Зенит Санкт-Петербург) je руски кошаркашки клуб из Санкт Петербурга. Тренутно се такмичи у ВТБ јунајтед лиги.

## Историја
Клуб је основан 2003. године под именом КК Динамо Московска Регија и седиште му је било у Љуберцију. Међутим, у јуну 2007. је расформиран и настао је нови клуб под именом Тријумф Љуберци, који је наследио комплетну историју претходног клуба. Године 2014. године дошло је до селидбе клуба у Санкт Петербург, а име је промењено у Зенит.
Највиши домет у Еврокупу био је пласман међу 16 најбољих у сезони 2012/13. У Еврочеленџу је клуб био знатно успешнији, па је забележио једно друго место (сез. 2013/14.) и два трећа (сез. 2008/09. и 2011/12.). У ВТБ лиги надмеће се од 2012. године.

## Успеси

### Национални
- Првенство Русије:
  - Првак (1): 2021/22.

- Куп Русије:
  - Првак (1): 2024.
  - Финалиста (2): 2016, 2023.

### Регионални
- ВТБ јунајтед лига:
  - Победник (1): 2021/22.
  - Финалиста (1) : 2024/25.

- Суперкуп ВТБ јунајтед лиге
  - Победник (2) : 2022, 2023.
  - Финалиста (1) : 2021.

### Међународни
- Еврочеленџ:
  - Финалиста (1): 2014.
  - Треће место (2): 2009, 2012.

## Познатији играчи
- Алан Андерсон
- Огњен Ашкрабић
- Естебан Батиста
- Дејан Боровњак
- Иван Зороски
- Ненад Крстић
- Милован Раковић
- Урош Слокар
- Керем Тунчери
- Волтер Хоџ
- Мајер Четмен